# Daniela Barcellona
Daniela Barcellona (* 28. März 1969 in Triest) ist eine italienische Opernsängerin im Stimmfach Mezzosopran.
Barcellona studierte in Triest Gesang bei Alessandro Vitello. Sie gab ihr Debüt 1999 als Tancredi beim Rossini Opera Festival in Pesaro. Barcellona „gilt heute als eine der führenden Interpretinnen des großen italienischen Belcanto-Fachs“. Den Schwerpunkt ihres Repertoires bilden vor allem die Opern von Gioacchino Rossini sowie die Opern von Bellini, Donizetti, Verdi und Puccini.

## Repertoire
| Rolle                        | Werk                     | Komponist   |
| ---------------------------- | ------------------------ | ----------- |
| Nelly                        | Adelson e Salvini        | Bellini     |
| Romeo Montecchi              | I Capuleti e i Montecchi | Bellini     |
| Adalgisa                     | Norma                    | Bellini     |
| Didon                        | Les Troyens              | Berlioz     |
| Principessa di Bouillon      | Adriana Lecouvreur       | Cilea       |
| Giovanna Seymour             | Anna Bolena              | Donizetti   |
| Imelda                       | Parisina                 | Donizetti   |
| Maffio Orsini                | Lucrezia Borgia          | Donizetti   |
| Leonor de Guzman             | La favorite              | Donizetti   |
| Orfeo                        | Orfeo ed Euridice        | Gluck       |
| Clytemnestre                 | Iphigénie en Aulide      | Gluck       |
| Stéphano                     | Roméo et Juliette        | Gounod      |
| Rinaldo                      | Rinaldo                  | Händel      |
| Giulio Cesare                | Giulio Cesare            | Händel      |
| Amaranta                     | La fedeltà premiata      | Haydn       |
| Santuzza                     | Cavalleria rusticana     | Mascagni    |
| Charlotte                    | Werther                  | Massenet    |
| Ariodante                    | Ginevra di Scozia        | Mayr        |
| Isaura                       | Margherita d’Anjou       | Meyerbeer   |
| La Frugola                   | Il tabarro               | Puccini     |
| La Badessa / Zia Principessa | Suor Angelica            | Puccini     |
| Zita                         | Gianni Schicchi          | Puccini     |
| Il musico                    | Manon Lescaut            | Puccini     |
| Eudossia                     | La fiamma                | Respighi    |
| Tancredi                     | Tancredi                 | Rossini     |
| Isabella                     | L’italiana in Algeri     | Rossini     |
| Sigismondo                   | Sigismondo               | Rossini     |
| Rosina                       | Il barbiere di Siviglia  | Rossini     |
| Angelina                     | La Cenerentola           | Rossini     |
| Ottone                       | Adelaide di Borgogna     | Rossini     |
| Elmira                       | Ricciardo e Zoraide      | Rossini     |
| Malcolm Groeme               | La donna del lago        | Rossini     |
| Falliero                     | Bianca e Falliero        | Rossini     |
| Calbo                        | Maometto II              | Rossini     |
| Arsace                       | Semiramide               | Rossini     |
| Marchesa Melibea             | Il viaggio a Reims       | Rossini     |
| Neocle                       | L’assedio di Corinto     | Rossini     |
| Dalila                       | Samson et Dalila         | Saint-Saëns |
| Isseo                        | L’Europa riconosciuta    | Salieri     |
| Baba the Turk                | The Rake’s Progress      | Strawinsky  |
| Federica                     | Luisa Miller             | Verdi       |
| Principessa d’Eboli          | Don Carlo                | Verdi       |
| Amneris                      | Aida                     | Verdi       |
| Mrs Quickly                  | Falstaff                 | Verdi       |
| Tamerlano                    | Bajazet                  | Vivaldi     |